# Mario Wainfeld
Mario Bernardo Wainfeld (Buenos Aires, 20 de noviembre de 1948-Buenos Aires, 21 de septiembre de 2023) fue un periodista, abogado, docente universitario, escritor argentino.

## Biografía
En 1971 se recibió de abogado en la Facultad de Derecho de la Universidad de Buenos Aires.
Entre 1977 y 1979 cursó el posgrado en la carrera de Ciencias Políticas de la Universidad del Salvador (en Buenos Aires).
Entre 1989 y 1990 fue asesor de la Secretaría de Cultura y dirigió el Programa Cultural de Barrios de la Municipalidad de Buenos Aires.
Participó en la revista libro UNIDOS desde su primer número. Integró su consejo de redacción y fue su director entre 1989 y 2001.
Desde 1997 hasta 2004 fue jefe de la sección Política del diario Página/12 (Buenos Aires). Posteriormente continuó siendo columnista político de ese medio.
Entre 2000 y 2003, fue columnista político en el programa de radio En la vereda, que condujo Quique Pesoa en la radio Ciudad de Buenos Aires.
Desde marzo de 2005 hasta julio de 2007, condujo Mario de barrio de Palermo por la misma radio.
Como profesor universitario, ha dado clases de:
- Introducción a las ciencias sociales e Historia del pensamiento político, en la carrera de Ciencias Políticas de la Universidad del Salvador.[3]
- Derecho político, Derecho constitucional y Derecho privado, en la Facultad de Derecho de la Universidad de Buenos Aires.[3]
- Introducción a las Ciencias Sociales, en la carrera de Ciencias Políticas de la Universidad de Lomas de Zamora.[3]

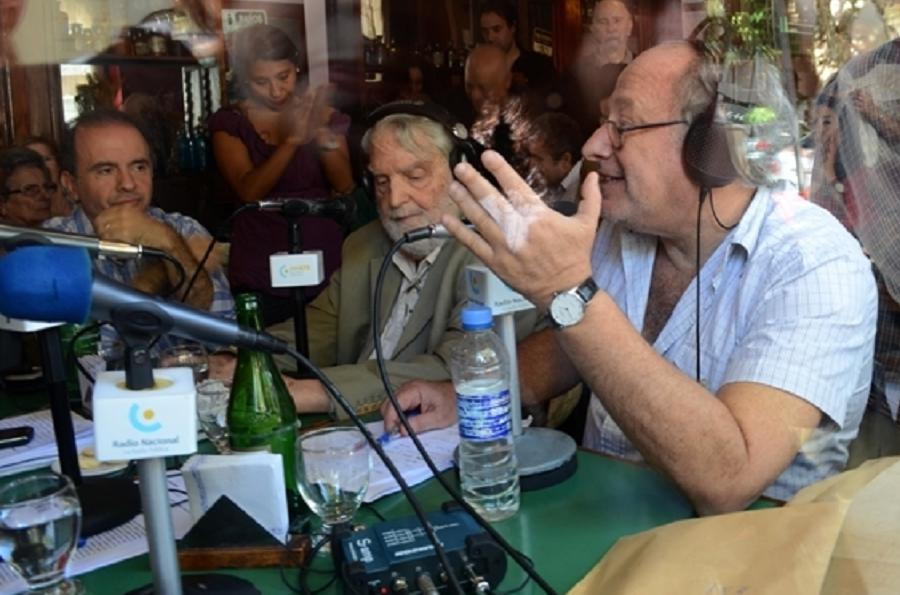
Mario Wainfeld en el programa de radio Gente de a pie, con el periodista Néstor Restivo (1960-) y el historiador Osvaldo Bayer (1927-2018), en un bar de avenida Directorio (Buenos Aires), 13 de abril de 2013.

Dictó seminarios y cursos sobre periodismo político en la Universidad de Buenos Aires, en Anfibia y en otras instituciones.
Condujo el programa radial En algo nos parecemos por Radio Nacional.
Desde 2010 fue columnista político en el programa televisivo Duro de domar, conducido por Daniel Tognetti (de lunes a viernes a las 23:00 horas) por Canal 9.
Condujo Gente de a pie por Radio Nacional, con Mariana Enríquez, Carolina Francisco, Irina Hauser, Beto Quevedo, Néstor Restivo, Martín Rodríguez y Sergio Wischñevsky como columnistas.
Falleció a los 74 años, luego de estar internado en grave estado a raíz de un infarto agudo de miocardio.

Es imposible dejar de ser peronista. Ser peronista es como ser judío: me puedo casar con goy, hacerme la cirugía de esta nariz semita, cambiarme el apellido: igual seguiría siendo judío. Lo mismo nos pasa con el peronismo.
Mario Wainfeld

## Vida privada

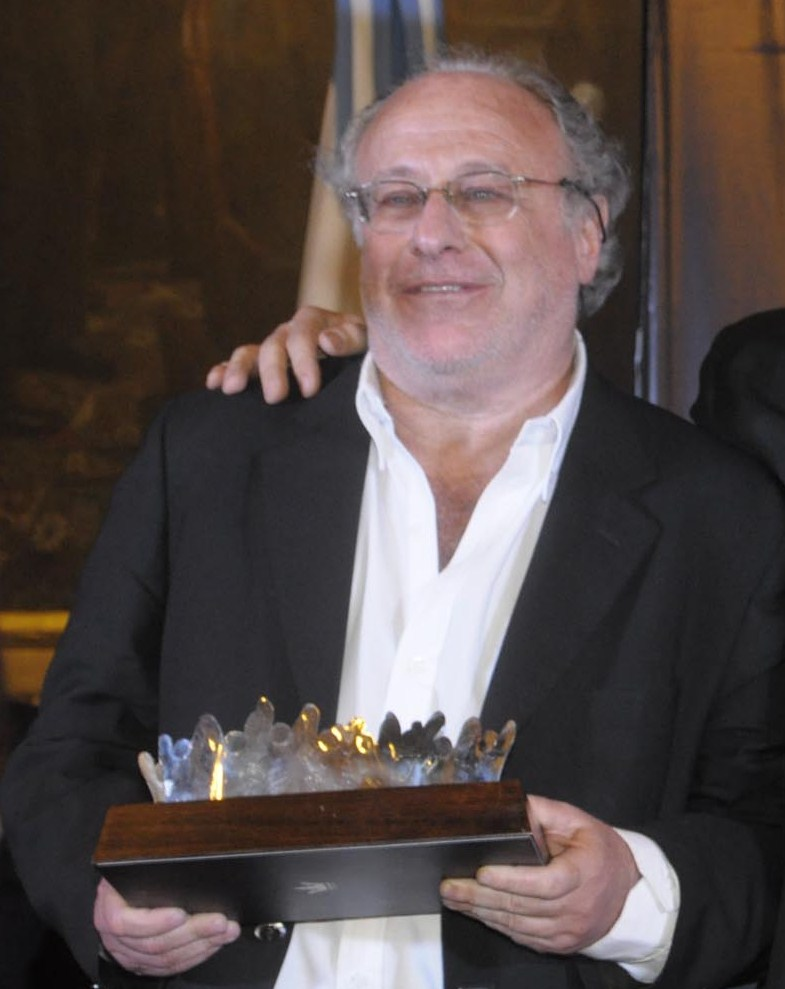
El periodista Mario Wainfeld recibe en el Congreso el premio Democracia (febrero de 2010).

Wainfeld era casado, tuvo cinco hijos y vivía en el barrio de Palermo (Buenos Aires). Era agnóstico.

## Obra
En 2016 publicó su primer libro: Kirchner, el tipo que supo (Siglo XXI Editores), que según sus declaraciones, comenzó a escribir el día de la muerte del expresidente.

## Premios
- 2010: Premio Democracia otorgado en el Congreso Nacional.
- 2014: Premio Rodolfo Walsh de la Facultad de Periodismo y Comunicación Social de la Universidad Nacional de La Plata.[13] El 5 de junio de 2014, la Facultad de Periodismo y Comunicación Social ―dirigida por Florencia Saintout― de la UNLP le otorgó el reconocimiento a su trayectoria y labor periodística.[14]
- 2015: Premios a la Trayectoria de Radio Nacional (2015)[15]
- 2017: Premio Konex, Diploma al Mérito en la disciplina Análisis Político[16]
- 2021: Reconocimiento como «personalidad destacada de la Universidad de Buenos Aires»,[17] durante los festejos por el Bicentenario de dicha universidad,[18] recibiendo también una medalla personalizada, una moneda acuñada por la Casa de la Moneda y un sello postal del Correo Argentino (especialmente elaborados para la ocasión).[19]